# Ancien tribunal de première instance de Saint-Pierre
L'ancien tribunal de première instance de Saint-Pierre est un ancien palais de justice de l'île de La Réunion, département et région d'outre-mer français dans le sud-ouest de l'océan Indien. Situé au 60 rue Victor le Vigoureux, dans le centre-ville de Saint-Pierre, il est inscrit en totalité à l'inventaire supplémentaire des Monuments historiques depuis le 12 janvier 2006,.
Il accueille depuis fin 2024 un centre culturel du conseil départemental de La Réunion, Le Sud. Celui-ci comprend l'Artothèque, laquelle a déménagé depuis la rue de Paris, à Saint-Denis.